# Patricia Petibon
Patricia Petibon (Montargis, Francia, 27 de febrero de 1970) es una soprano de coloratura francesa.

## Biografía
Patricia Petibon es conocida por su repertorio de música barroca francesa y Mozart así como por su repertorio moderno (Francis Poulenc). En 2010 aborda uno de los papeles más complejos de la ópera del siglo XX y, en cierto modo, opuesto a su repertorio habitual  como es el papel de Lulu de Alban Berg. Su tesitura aguda es muy amplia, así como su capacidad gestual de interpretación.
Comenzó sus estudios de música en el conservatorio de Tours donde formó parte del coro de la ópera. Más tarde estudió en el Conservatorio de París con Rachel Yakar, cantante que había trabajado con Harnoncourt, y el director William Christie, donde obtuvo el primer premio en 1995, es también licenciada en Bellas Artes y Musicología.
Empezó a trabajar como cantante a las órdenes de William Christie con Les Arts Florissants con repertorio barroco y clásico. Más tarde, abordó el papel de Olimpia de Los cuentos de Hoffmann, Norina en Don Pasquale, Serpette en La finta giardiniera de Mozart, Zerbinetta de Ariadne auf Naxos y Constanza, en Diálogos de carmelitas. En concierto, ha cantado Carmina Burana, La de Pasión di Gesù de Caldara, con Fabio Biondi y las Melodías de melancolía de Bacri. Ha colaborado con Nikolaus Harnoncourt en conciertos en el Musikverein de Viena y en la grabación dermida de Haydn junto a Cecilia Bartoli.
Ha grabado obras de Jean-Baptiste Lully, Marc-Antoine Charpentier, Rameau, Couperin, Handel, Gluck, Amadeus Mozart, Haydn, Aaron Copland, Caldara, Leonard Bernstein, Samuel Barber, Debussy, Mehul, Jommelli, Jacques Offenbach, Delibes, Poulenc, Nicolas Racot de Grandval y Jean-Pierre Bacri.
Petibon ha trabajado con directores de la talla de William Christie, John Eliot Gardiner, Marc Minkowski, Nikolaus Harnoncourt y Concentus Musicus Wien, Robert Wilson, la Orquesta Nacional de España y Josep Pons e incluso el grupo de rap Futuristi o el cantante Florent Pagny.
Ha hecho incursiones en la zarzuela interpretando el papel de Carolina en Luisa Fernanda, de Federico Moreno Torroba, de la mano de Plácido Domingo en Viena, en 2008.

## Discografía
En solitario
- Airs baroques français, Les Folies françoises (2002)
- Les Fantaisies de Patricia Petibon (2004)
- French Touch (2004)
- Amoureuses (2008)
- Rosso (2010)
- Melancolía (2011)
- Nouveau Monde (2012).

Opera/opereta/oratorio
- Georg Friedrich Haendel: Acis et Galatée, William Christie, Les Arts Florissants (1990), Damon
- Étienne Nicolas Méhul: Stratonice, Christie (1996), Stratonice
- Stefano Landi: Il Sant'Alessio, Christie (1996), Alessio
- Jean-Philippe Rameau: Hippolyte et Aricie, Christie (1997), sacerdotisa / pastora
- Léo Delibes: Lakmé, Michel Plasson, Chœur & Orchestre du Capitole de Toulouse (1998), Ellen
- Antonio Caldara: La passione di Gesù Cristo signor nostro, Fabio Biondi, Europa Galante (1999), Maddalena
- Wolfgang Amadeus Mozart: L'enlèvement au sérail, Christie (1999), Blonde
- Jules Massenet: Werther, Antonio Pappano (1999), Sophie
- Joseph Haydn: Armida, Nikolaus Harnoncourt (2000), Zelmira
- Jacques Offenbach: Orphée aux enfers, Marc Minkowski (2002), Cupidon
- Marc-Antoine Charpentier: La descente d'Orphée aux enfers H.480, Pastoraletta H.492, Christie (2005), Daphné
- Niccolò Jommelli: Armida abbandonata, Christophe Rousset, Les Talens Lyriques (2005), Ubaldo / un ayuda de cámara
- Joseph Haydn: Orlando paladino, Harnoncourt (2006), Angelica
- Jacques Offenbach: Les contes d'Hoffmann (2006), Olympia
- Ferdinand Hérold: Zampa (2008), Camille
- Carl Orff: Carmina Burana, Daniel Harding (2010).

Misas
- Wolfgang Amadeus Mozart: Gran misa en do menor K. 427, Christie (1999)
- François Couperin: Oficio de tinieblas, Christie (1997).

Como colaboradora
- American Boychoir, Christine King: Fast Cats and Mysterious Cows ~ Songs from America (1999)
- Marc-Antoine Charpentier: Divertissements, airs et concerts, William Christie, Les Arts Florissants (1999)
- Ensemble Amarillis: Amour & mascarade: Purcell et l'Italie (1999)
- Ophélie Gaillard: Cuvée 2000 (2001)
- George Frideric Handel: Arcadian Duets (2002)
- Florent Pagny: Baryton (2004)
- Florent Pagny: Baryton - L'intégrale du spectacle (2005)
- Marc-Antoine Charpentier: Les plaisirs de Versailles, Christie (2005).

## Filmografía
- Dialogues des Carmélites (1999), Sor Constance
- Orphée et Eurydice (2000), Amor
- Die Entführung aus dem Serail (2003), Blonde
- Les Indes galantes (2004), Zima
- French Touch (2004), recital de arias de ópera y opereta con Susan Manoff (piano), François Polli (violoncelo), Joël Grare (percusión) y Raphaël Cottin (danza)
- Lulu, de Alban Berg, versión Liceu (2011), Lulu
- Lulu, de Alban Berg, versión Salzburgo (2012), Lulu.

## Premios
- 1998 • Victoires de la musique classique: artista lírico revelación
- 2001 • Victoires de la musique classique: artista lírico del año
- 2003 • Victoires de la musique classique: artista lírico del año
- 2009 • BBC Music Magazine Award: mejor álbum de ópera (Amoureuses)
- 2012 • Premio «Maria Callas» de la Académie du Disque Lyrique de París, por su papel protagonista en Lulu, de Alban Berg.[6]